# Max Richard
Pour les articles homonymes, voir Richard (patronyme).
Maximilien dit Max Richard (30 avril 1818 à Paris - 8 décembre 1901 à Angers) est un industriel et homme politique français.

## Biographie
Il fonda à Angers la première filature mécanique de chanvre, et acquit bientôt une grande situation. Conseiller municipal d'Angers, président du tribunal de commerce, délégué cantonal de l'instruction publique, secrétaire de la Société des écoles mutuelles, il fut décoré, en 1867, pour ses produits à l'Exposition universelle de Paris.
Il fut élu, le 8 février 1871, représentant de Maine-et-Loire à l'Assemblée nationale ; il prit place au centre gauche, fit partie de la réunion Féray, et vota pour la paix, pour l'abrogation des lois d'exil, pour la pétition des évêques, contre la démission de Thiers, pour le septennat, contre le ministère de Broglie, pour les lois constitutionnelles. 
Membre de la commission chargée d'examiner le projet Maleville sur la dissolution, il l'approuva, et prononça, le 4 février 1873, un important discours sur le travail des femmes. Au conseil général, dont il faisait partie depuis le 8 octobre 1871, pour le canton sud-est d'Angers, il approuva l'acte du 16 mai, mais ne rentra plus dans la vie parlementaire. 

## Source
- « Max Richard », dans Adolphe Robert et Gaston Cougny, Dictionnaire des parlementaires français, Edgar Bourloton, 1889-1891 [détail de l’édition] [texte sur Sycomore]